# Cabeza de Vaca (película)
Cabeza de Vaca es una película mexicana de 1991, inspirada en el libro Naufragios y comentarios del conquistador español Álvar Núñez Cabeza de Vaca y dirigida por Nicolás Echevarría.

## Sinopsis
Basado en los escritos del conquistador español del mismo nombre, narra cómo se embarcó en la expedición de Pánfilo de Narváez a la Florida. Cuando la expedición naufraga en las costas de Florida, tras ser diezmados por las flechas indígenas, Cabeza de Vaca cae prisionero y es convertido en esclavo junto con algunos sobrevivientes de la expedición.
Durante varios años Alvar Núñez será el servidor de un chamán trashumante y aprenderá sus técnicas curativas.

## Contexto histórico
Podemos situar momentos posteriores al inicio de la película "Naufragios", donde los protagonistas se encuentran en la desembocadura del río Misisipi. Este momento coincide con el naufragio de Pánfilo de Narváez, ocurrido entre el 5 y el 6 de noviembre de 1528. Este incidente los lleva a encallar en la costa de la isla de Galveston, conocida por ellos como "Isla de Malhado" o "Isla de la mala suerte".
Divididos y atacados por el pueblo karankawa, los protagonistas experimentan penurias y penalidades, incluido el maltrato, la sed debido a la falta de agua potable, el frío abrumador del mes de noviembre, que los hace sentir que están "hechos a la misma figura de la muerte". Además, sufren hambre, llegando al punto de recurrir a roer y consumir el cuero para subsistir, lo que resulta en los primeros casos de antropofagia entre los españoles (Delito Mayor). Se menciona cómo "cinco cristianos que estaban en la costa llegaron a tal extremo que se comieron los unos a los otros hasta que quedó uno solo, que por ser uno solo no hubiera quien se lo comiese".
En su transformación en buhonero, los protagonistas comercian con objetos como pedazos de caracoles del mar, corazones de concha, cuero al magra, pedernales, engrudo, cañas duras y borlas de cuero de venado. Estos objetos les permiten establecer un mejor trato con las diversas tribus con las que comercian. 
Parte de la información utilizada para crear este apartado proviene de la Conferencia del ciclo "Literatura de viajes" del 12 de febrero de 2019, organizada por la Fundación Juan March en Madrid y presentada por Carlos Martínez Shaw. Esta conferencia proporcionó información valiosa sobre el contexto histórico de la película "Naufragios", permitiendo una comprensión más profunda de los eventos narrados en la misma.

## Comentarios
Este filme ocupa el lugar 61 dentro de la lista de las 100 mejores películas del cine mexicano, según la opinión de 25 críticos y especialistas del cine en México, publicada por la revista somos en julio de 1994.

## Premios
- Fue seleccionada por la Academia Mexicana de Artes y Ciencias Cinematográficas para representar a México en los Premios Óscar.
- La película ganó la Makila de oro en el Festival de Cine de Biarritz (Francia), en 1991.
- Selección oficial Festival de Berlín, 1991
- Ganadora del Ariel por el diseño de producción de José Luis Aguilar